# Orleans (Santa Catarina)
Pour les articles homonymes, voir Orléans.
Orléans (ou Orleans en portugais) est une ville brésilienne du sud de l'État de Santa Catarina.

## Histoire
Avant de devenir la ville d'Orléans, la localité était une colonie initialement peuplée d'Italiens. La colonie est offerte en cadeau de mariage par l'empereur Pierre II du Brésil à sa fille, la princesse Isabelle.
Le mariage de la princesse impériale avec le comte d'Eu, un petit-fils de Louis-Philippe, est célébré le 15 octobre 1864 à Rio de Janeiro. La colonie entre donc dans le patrimoine de la jeune Maison d'Orléans-Bragance. L'emplacement exact de la ville a été choisi par Gaston d'Orléans lui-même, lors de sa visite à la nouvelle colonie, le 26 décembre 1884. C'est à cette occasion qu'il baptise la colonie « Orléans », en hommage au berceau de sa dynastie, la ville d'Orléans, en France.
Majoritairement peuplée d'immigrés italiens à l'origine, le couple princier incite rapidement à l'émigration des Européens. Ainsi, des Portugais arrivent, puis des Allemands, des Polonais et même des Lettons.
Autrefois desservie par ligne de chemin de fer Thérèse-Christine, la colonie est au cœur de la région houillère de Lauro Müller, ce qui lui procura une grande prospérité.
L'économie de la colonie était basée sur l'agriculture, l'élevage porcin et l'exploitation forestière. Sa situation géographique privilégiée, entre les montagnes et le littoral sud, lui a permis de devenir un important entrepôt de commerce.
La démarcation de la dotation initiale de la colonie couvrait la ville d'Orléans elle-même, une partie de São Ludgero, Grão Pará, Rio Fortuna, Santa Rosa de Lima, Anitápolis, Armazém, São Martinho, et São Bonifácio.

## Géographie
Orléans se situe par une latitude de 28° 21′ 32″ sud et une longitude de 49° 17′ 29″ ouest, à une altitude de 132 mètres.
Sa population était de 21 395 habitants au recensement de 2010. La municipalité s'étend sur 550 km2.
Elle fait partie de la microrégion de Tubarão, dans la mésorégion sud de Santa Catarina.

## Villes voisines
Orléans est voisine des municipalités (municípios) suivantes :
- Grão Pará
- Braço do Norte
- São Ludgero
- Urussanga
- Pedras Grandes
- Lauro Müller
- Bom Jardim da Serra
- Urubici